# Bernard Reynès
Bernard Reynès (* 18. Oktober 1953 in Meknès, Marokko) ist ein französischer Politiker. Er ist seit 2007 Abgeordneter der Nationalversammlung.
Reynès, der Sohn eines Lehrerehepaars, studierte in Montpellier Zahnmedizin. 1977 zog er nach Châteaurenard, wo er 1995 zum stellvertretenden Bürgermeister wurde. 2001 wurde er zum Bürgermeister gewählt. Für das Département Bouches-du-Rhône zog er 2008 in die Nationalversammlung ein, wobei er als Divers droite den UMP-Kandidaten Léon Vachet im zweiten Wahlgang schlug. Im Parlament schloss er sich selbst der UMP-Fraktion an. 2012 und 2019 wurde er wiedergewählt.